# Departamentul Gaya
Departamentul Gaya este un departament din  regiunea Dosso, Niger, cu o populație de 253.041 locuitori (2001).